# Káto Chóra (Étolie-Acarnanie)
Pour l’article homonyme, voir Káto Chóra (Messénie).
Káto Chóra (grec moderne : Κάτω Χώρα) est une localité située dans le dème de Naupactie, dans le district régional d'Étolie-Acarnanie, dans la périphérie de Grèce-Occidentale, en Grèce.
Selon le recensement de 2021, elle compte 21 habitants.